# Ratatouille

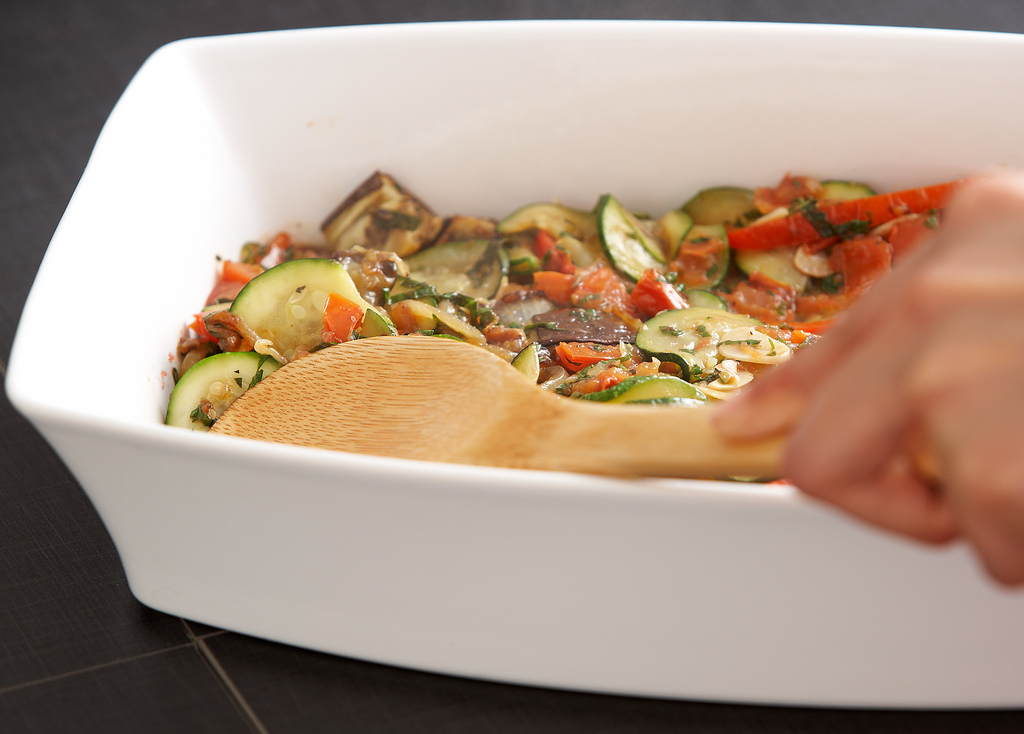
Ratatouille

Ratatouille (vyslovováno [ratatuj]) je tradiční francouzský zeleninový pokrm, připravovaný zejména v okolí města Nice. Jméno pochází z okcitánského slova ratatolha, což znamená míchaný pokrm. V Katalánsku je podobný pokrm nazýván xamfaina a na Mallorce tumbet. Ratatouille bývá většinou servírována samostatně, často s chlebem, někdy bývá používána jako náplň do palačinek a jen výjimečně jako příloha k jiným pokrmům.
K základním ingrediencím patří rajčata, česnek, cibule kuchyňská, cukety, lilek, papriky, okurky a koření (zejména bazalka, majoránka, tymián apod.), je ale možné použít i celou řadu další zeleniny.
Existují tři dominantní metody přípravy. V první metodě se ingredience smíchají dohromady a upečou. Dle druhé metody se část zeleniny nakrájí na kostičky a různě navrství a z druhé části (většinou rajčata, cibule, česnek, případně ještě olej apod.) se připraví omáčka a pokrm se pak upeče s ní. Třetí a nejméně užívanou metodou je zeleninu nakrájet na kolečka a vrstveně ukládat na pekáč/plech a zapéct. Tato varianta se nazývá confit byaldi. Název je odvozen od tureckého jídla İmam bayıldı spojením s konfitováním – pomalým vařením. Autorem je francouzský kuchař Michel Guérard.
Ratatouille hraje důležitou roli ve stejnojmenném animovaném filmu z roku 2007 společnosti Pixar, kde se vaří confit byaldi.